# ボギー (妖精)
ボギー (bogies) は、イギリス各地に棲むといわれる悪戯好きの妖精の総称。色々と人間にちょっかいを出し、時には酷い目に会わせたりする。別名ブギー、ボーギ、ブーギ、ボーゲイ、ブーゲイ、ボグ、ブグ、ボギービースト、ブギービースト、ボーギビースト、ブーギビースト、ボーゲイビースト、ブーゲイビースト、ボーガ－、ブーガ－、バッジ・ファーとも呼ばれる。　容姿は小さく黒く毛深いとされる。狡猾で頭がいいとは聞かないので機転の利く人間ならその意図をくじけるという。
また子供部屋のボーギーとしてもよく利用される。似た仲間にドイツのボーマン、ブーマン、ボッケルマン、ブッケルマンアイルランドのボーカン、ブーカン、プーカボヘミヤのボバク、ブバクなどがある。
ノーサンプトンシャー地方の伝承では、農夫とボーギーの駆け引き（結局農夫が勝つ）の話も伝わっている
ホブゴブリンの一種で、ヘンリーの牛っこやスクライカーなども、このボギーの仲間と言われる。
ボギーは幽霊の如き存在で、決まった形がないとされる。
人間の生活に興味を持っており、常に人間の後頭部に浮かんでいると言う。